# 다리요 스르나
다리요 스르나(크로아티아어: Darijo Srna, 1982년 5월 1일, 유고슬라비아 메트코비치 ~ )는 크로아티아의 전 축구 선수로, 현재 샤흐타르 도네츠크의 감독 대행이다.
스르나는 2006년 FIFA 월드컵에서 오스트레일리아를, UEFA 유로 2008에서는 독일을 상대로 득점을 기록했었다.

## 수상
하이두크 스플리트
- 프르바 HNL : 2000-01
- 크로아티아 컵 : 2002-03

 샤흐타르 도네츠크
- 우크라이나 프리미어리그 : 2004-05, 2005-06, 2007-08, 2009-10, 2010-11, 2011-12, 2012-13, 2013-14, 2016-17, 2017-18
- 우크라이나 컵 : 2007-08, 2010-11, 2011-12, 2012-13, 2015-16, 2016-17, 2017-18
- 우크라이나 슈퍼컵 : 2005, 2008, 2010, 2012, 2013, 2014, 2015, 2017
- UEFA 컵 : 2008-09

개인
- 우크라이나 프리미어리그 베스트 플레이어상 : 2008-09, 2009-10
- 우크라이나 프리미어리그 도움왕 : 2012-13

## 같이 보기
- A매치 100경기 이상 출전한 축구 선수 명단